# Juan Carlos Gebelin
Juan Carlos Gebelin, también conocido como Jean-Charles Gebelin, (Montevideo, Uruguay, 24 de agosto de 1937 – Punta del Este, Uruguay, 1 de febrero de 2004) fue un cantante uruguayo. 
Fue una figura de primer nivel de la lírica latinoamericana de la segunda mitad del siglo XX. Su extenso registro vocal y su gran versatilidad le permitieron interpretar un vasto repertorio operístico, sinfónico-coral y de música de cámara, en las cuerdas de barítono y de bajo.

## Biografía
Comenzó muy joven sus estudios musicales. En 1963, se graduó con Medalla de Oro en el Centro di Avviamento del Teatro La Fenice de Venecia, y luego se perfeccionó en Milán con Carlo Tagliabue, y en París con Jean Giraudeau y Paul von Schilhawsky del Mozarteum de Salzburgo.
A los dieciséis años, se presentó por primera vez en público en un recital realizado en el Club Español de Montevideo, donde quiso despedirse cincuenta años más tarde, meses antes de su fallecimiento, cantando las mismas áreas que en aquel lejano 1953. 
Hizo su debut profesional a los veinte años, con la Orquesta Sinfónica Brasileira en el Teatro Municipal de Río de Janeiro, interpretando el Adiós de Wotan de La Walkyria de Wagner. 
En 1961 debutó en Montevideo como Amonasro y Escamillo en la Temporada oficial de ópera del SODRE. Su debut europeo tuvo lugar en 1962 en el Teatro La Fenice de Venecia, en donde participó en varias temporadas.
En 1963 debutó en el Teatro del Liceo de Barcelona con Manon de Massenet y Roméo et Juliette de Gounod, siendo contratado en posteriores temporadas en óperas como Samson et Dalila y Aída entre otras, e invitado a cantar en la Gran Gala de su 125 aniversario.
En la Opera Garnier de París y la Opéra-Comique interpretó los papeles principales de barítono en Rigoletto,Carmen, La Traviata, Les Contes d’Hoffmann, Pagliacci, La fanciulla del West, etc.
En el Teatro Colón de Buenos Aires debutó en 1967 en Le Jongleur de Notre Dame y participó en sus temporadas hasta 1992.
En su larga carrera mantuvo una continua actividad lírica en grandes teatros y salas de concierto de Francia, España, Italia, Alemania, Bélgica, Bulgaria, Suiza, Irlanda, Brasil, Argentina, Paraguay, Chile y Uruguay, junto a cantantes consagrados como Giuseppe Taddei, Fiorenza Cossotto, Italo Tajo, Régine Crespin, Renato Capecchi, Rita Gorr, Jon Vickers, Gabriel Bacquier, Elena Obratsova, Boris Christoff, Viorica Cortez, Adriana Maliponte, André Turp, James King, Mady Mesplé, etc.
Lo dirigieron destacados maestros como Georges Prêtre, Francesco Molinari-Pradelli, Anton Guadagno, Gianluigi Gelmetti, Nino Sanzogno, Bruno Amaducci, Pierre Dervaux, Serge Baudo, Jean-Claude Casadesus, Massimo Pradella, Thomas Schippers, Romano Gandolfi, David Machado, entre otros.
Fue también un reconocido intérprete de obras sinfónico-corales y de música de cámara con un repertorio que abarcaba desde la mélodie francesa y el lied romántico hasta compositores latinoamericanos.
Realizó puestas en escena de óperas (Il Maestro di cappella, Cavalleria Rusticana, Pagliacci, Les Contes d’Hoffmann, Tosca, La Traviata, Nobleza campera) y desarrolló una extensa labor pedagógica, formando jóvenes cantantes en Uruguay y en Brasil.
Por otra parte, se dedicó con ahínco a promover las manifestaciones artísticas en su país. Fundó los Festivales Populares de Opera (1974), fue director Artístico de la Asociación Amigos del SODRE (1995-96), Presidente de la Asociación coral “Guarda e Passa” (1993-94), fundador en 2000 de la Asociación Cultural InterArte que presidió hasta su fallecimiento y creador en 2001 de los Premios Alas otorgados anualmente a cuatro destacados artistas uruguayos.
Asimismo dio a conocer en Uruguay numerosas obras musicales, entre las cuales la Misa por la Paz y la Justicia de Ariel Ramirez, la Misa de Gloria de Mascagni (estreno latinoamericano), Etat de Veille de Marcel Delannoy y Chansons Cambodgiennes de Daniel-Lesur (ambas en primera audición panamericana).

## Premios y distinciones
- 1961,  Medalla de Oro del Centro di Avviamento al Teatro Lírico de La Fenice de Venecia.
- 1967,  Primer Premio Voz masculina y Premio Pan American Union a la Mejor Voz de las Américas (III Concurso Internacional de Canto de Río de Janeiro).
- 1969,  Mejor Intérprete de Opera (Concurso Internacional de Canto de París).
- 1972,  Medalla de Plata del Teatro del Liceo de Barcelona.
- 1993,  Premio Fabini (mejor cantante lírico uruguayo.
- 2000,  Plaqueta de bronce de la Virgen del Pintado (trayectoria).
- 2001,  Plaqueta homenaje del SODRE (40 años de su debut en el SODRE).
- 2004,  Premios Alas de InterArte (póstumo).

## Principales roles interpretados
| - Don Giovanni y Leporello de Don Giovanni (Mozart) - Don Pizarro de Fidelio (Beethoven) - Figaro y Bartolo de Il Barbiere di Siviglia (Rossini) - Oroe de Semiramide (Rossini) - Rimbaud de Le Comte Ory (Rossini) - Bruschino padre de Il Signor Bruschino (Rossini) - Don Pasquale de Don Pasquale (Donizetti) - Corrado de Maria de Rudenz (Donizetti) - Enrico Ashton de Lucia di Lammermoor (Donizetti) - Belcore de L´Elisir d´amore (Donizetti) - Alfonso XI de La Favorita (Donizetti) - Méphistophélès de La Damnation de Faust (Berlioz) - Rigoletto de Rigoletto (Verdi) - Macbeth de Macbeth (Verdi) - Falstaff de Falstaff (Verdi) - Amonasro de Aida (Verdi) - Giorgio Germont de La Traviata (Verdi) - Yago de Otello (Verdi) - Renato de Un Ballo in Maschera (Verdi) - Conte di Luna de Il Trovatore (Verdi) - Felipe II y el Gran Inquisidor de Don Carlo (Verdi) - Mercutio, Capulet, Frère Laurent de Roméo et Juliette (Gounod) | - Mephisto de Faust (Gounod) - Lindorff, Coppélius, Miracle y Dapertutto, Crespel de Les contes d´Hoffmann (Offenbach) - Grand Prêtre de Dagon de Samson et Dalila (Saint-Saëns) - Iberé de Lo Schiavo (Carlos Gomes) - Escamillo de Carmen (Bizet) - Zurga de Les pêcheurs de perles (Bizet) - Tomsky de La Dame de Pique (Tchaikowski) - Lescaut de Manon (Massenet) - Le Prieur de Le jongleur de Notre Dame (Massenet) - Mefistofeles de Mefistofeles (Boito) - Tonio de Pagliacci (Leoncavallo) - Baron Scarpia de Tosca (Puccini) - Gianni Schicchi de Gianni Schicchi (Puccini) - Michele de Il Tabarro (Puccini) - Lescaut de Manon Lescaut (Puccini) - Jack Rance de La fanciulla del West (Puccini) - Marcello de La Bohème (Puccini) - Sharpless de Madama Buttefly (Puccini) - Golaud de Pelléas et Mélisande (Debussy) - Alfio de Cavalleria Rusticana (Mascagni) - Carlo Gérard de Andrea Chenier (Giordano) - Don Quijote de El retablo de Maese Pedro (Manuel de Falla) - Malatesta de Francesca da Rimini (Zandonai) |

## Obras sinfónico-corales
- Membra Jesu Nostri (Buxtehude)
- Oratorio de Pascua (Johann Sebastian Bach)
- La Pasión según San Juan (Johann Sebastian Bach)
- El Mesías (Händel)
- Te Deum (Marc-Antoine Charpentier)
- Requiem  (Mozart)
- Misa de la Coronación (Mozart)
- Novena Sinfonía (Beethoven)
- Misa en Do mayor (Beethoven)
- Misa de Requiem (Donizetti)
- Misa de Requiem (Verdi)
- Te Deum (Bruckner)
- Un Requiem alemán (Brahms)
- Stabat  Mater (Dvorak)
- Requiem (Fauré)
- Misa de Gloria  (Mascagni)
- Missa Brevis (Kodály )

## Discografía
- "La Bohème" de Puccini (1970) Orchestre et Choeurs de l’ORTF París. Dir. Maurice Suzan
- "Les pêcheurs de perles"  (1972) Orchestre et Chœurs de l’ORTF Paris. Dir. Pierre-Michel Le Conte
- "Le Messie" (1973) Orchestre Concerts Colonne – Choeur Saint-Eustache de Paris – Dir. P. Emile Martin.[12]
- "Semiramide" (1980) Orquesta y Coro Teatro Municipal de San Pablo, Brasil. Dir. Massimo Pradella[13]
- Maria de Rudenz (1981) Nouvel Orchestre Philarmonique – Choeur de Radio France. Dir: Gianluigi Gelmetti[14]
- La vida anterior (2005) con Carlos Cebro (piano). SONDOR S.A.[15]
- Juan Carlos Gebelin: Una vida apasionada (2004) DVD[16]